# Twilight of the Idols
Twilight of the Idols (In Conspiracy with Satan) — шестой альбом норвежской блэк-металической группы Gorgoroth и последний, выпущенный в 2003 году на лейбле Nuclear Blast.

## Об альбоме
На обложке альбома изображена деревянная норвежская церковь XII века, которая находилась в городе Фантофт и была сожжена Варгом Викернесом и его сподвижниками.
Тексты всех песен кроме «Forces of Satan Storms», которую написал Инфернус, принадлежат Гаалу. Музыку писал Кинг ов Хелл за исключением «Procreating Satan», «Of Ice and Movement» (Квитрафн) и «Domine In Tua Laetavitur Rex» (Инфернус).

## Список композиций
1. «Procreating Satan» — 3:43
2. «Proclaiming Mercy (Damaging Instinct of Man)» — 2:56
3. «Exit Through Carved Stones» — 5:46
4. «Teeth Grinding» — 4:34
5. «Forces of Satan Storms» — 4:35
6. «Blod Og Minne» — 3:27
7. «Of Ice and Movement» — 6:42
8. «Domine In Tua Laetavitur Rex» — 0:53

## Участники записи
- Гаал (Кристиан Эспедал) — вокал
- Инфернус (Рогер Тьегс) — гитара
- Кинг ов Хелл (Том Като Виснес) — бас-гитара
- Квитрафн (Эйнар Селвик) — ударные